# Jidd Haffs
Jidd Haffs (arabo: جد حفص) è una città nel nord del Bahrain, poco distante dalla capitale Manama.
Una voltà municipalità del regno, ora il suo territorio è stato suddiviso tra la municipalità del Governatorato del Nord e quello della capitale.